# BioMed Central
BioMed Central (BMC) és una publicació científica britànica especialitzada en publicacions d'accés obert. Tots els articles són sotmesos a revisió per experts, l'autor manté els drets de copyright, en l'actualitat tots els articles estan disponibles en format pdf. És un canvi en la forma de finançament, en què es cobra a l'autor, en comptes del lector.
Actualment BMC publica al voltant de 150 revistes científiques, incloent
- Arthritis Research & Therapy Arxivat 2012-01-26 a Wayback Machine.)Factor d'impacte (2005):5.03
- Breast Cancer Research (Factor d'impacte:2,93)
- Critical Care Arxivat 2016-01-23 a Wayback Machine. (Factor d'impacte: 1,91)
- Genome Biology Arxivat 2016-02-04 a Wayback Machine.
- Journal of Biology Arxivat 2005-07-09 a Wayback Machine.,
- Journal of Negative Results in BioMedicine
- Malaria Journal,
- BMC journal series